# Gare de Francardo
Gare de Francardo vasútállomás Franciaországban, Omessa településen.

## Vasútvonalak
Az állomást az alábbi vasútvonalak érintik:
- Bastia-Ajaccio-vasútvonal

## Kapcsolódó állomások
A vasútállomáshoz az alábbi állomások vannak a legközelebb:
- Gare de Ponte-Leccia
- Gare de Soveria